# K. サイ・プラティーク
クリシュナプラサド・サイ・プラティーク（英語: Krishnaprasad Sai Pratheek、2000年5月3日 - ）は、インドの男子バドミントン選手。

## 経歴
男子ダブルスでプルトヴィ・ロイとペアを組む。
2024年のサイード・モディ・インターナショナルでは、決勝で中国の黄荻 / 劉陽に14-21, 21-19, 17-21で惜敗し準優勝。